# 安提諾烏斯

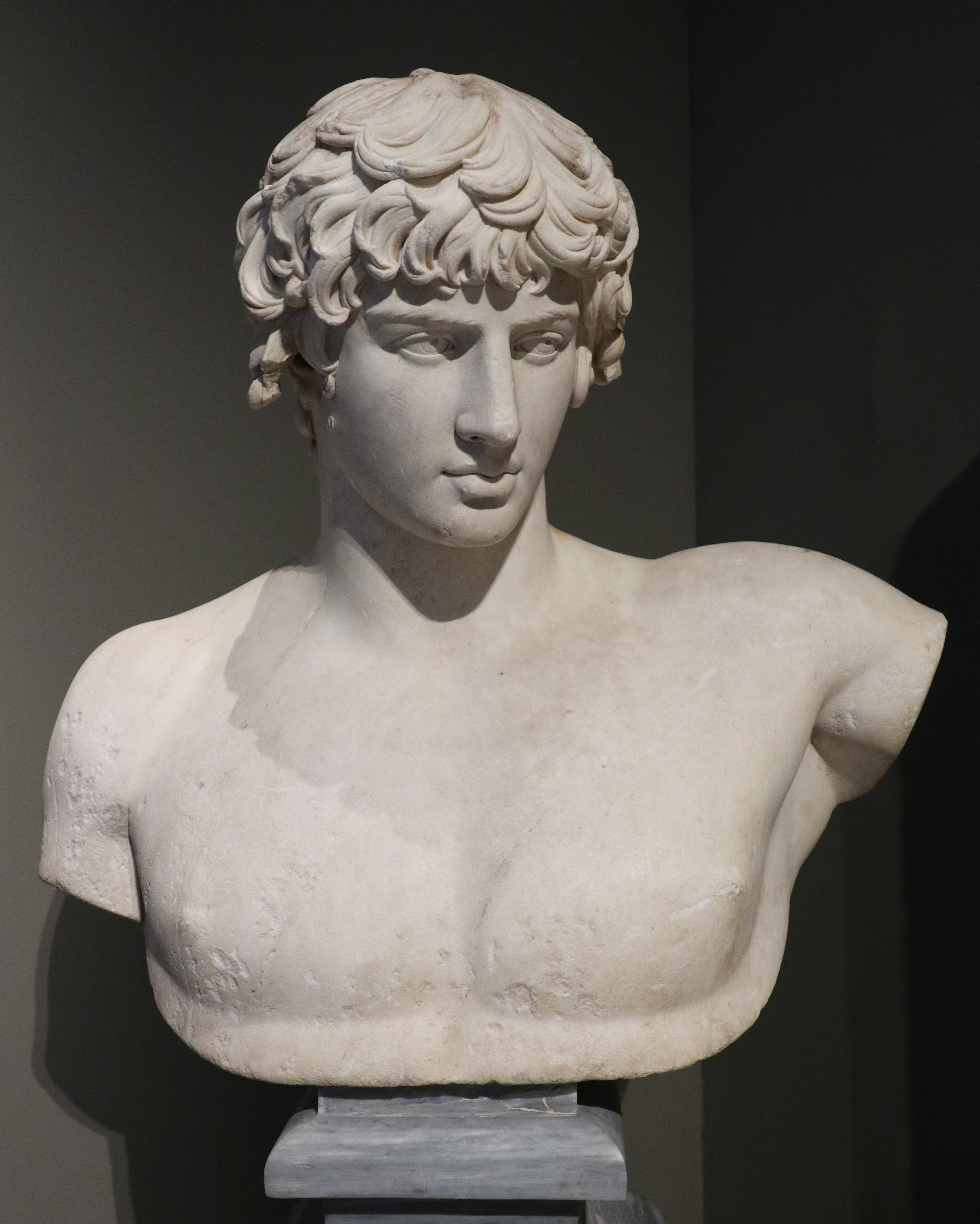
帕特雷的安提諾烏斯胸像（雅典國家考古博物館）

安提諾烏斯（Antinous，生於110年～115年間11月25日，卒於130年10月30日），是古羅馬皇帝哈德良的男寵，或同性情人。安提諾烏斯死後被人神化，在東方的希腊和西方的拉丁地区被奉為一位神祇去崇拜，有時則僅稱他是一位英雄。

## 生平
安提諾烏斯出生在羅馬帝國比提尼亞行省，今土耳其西北部地區。其出生日期為11月25日，其出生年代不確定，但一般推算為110年～115年之間。安提諾烏斯在124年哈德良皇帝途經比提尼亞時追隨皇帝，在此后不久成為哈德良皇帝的孌童，并從此一直陪伴哈德良。另一種說法認為，哈德良皇帝在整個帝國內甄選美少年，最終選擇了安提諾烏斯。

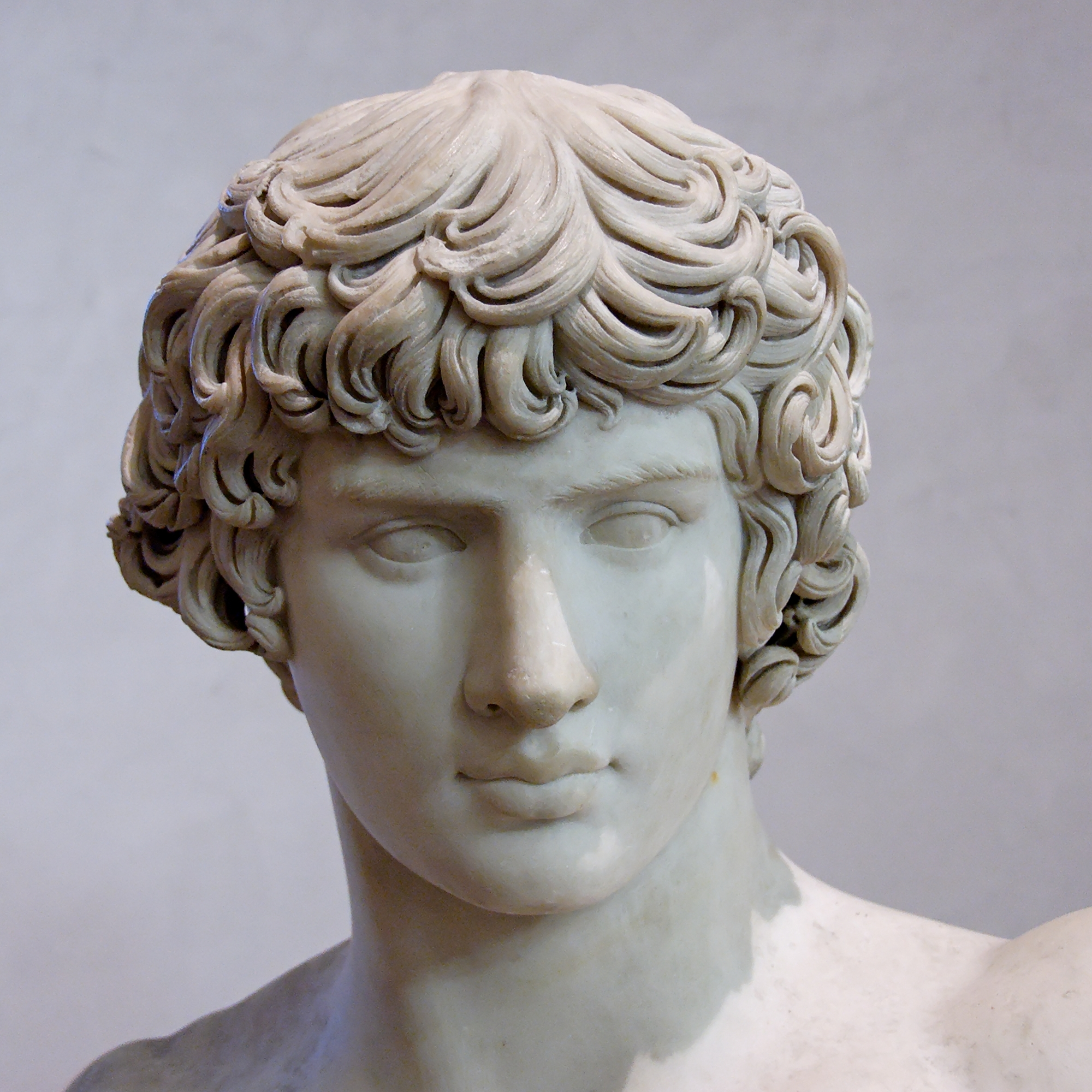
意大利蒂沃利哈德良別莊的安提諾烏斯胸像

根據哈德良皇帝自己的說法，130年10月30日安提諾烏斯在陪伴其巡游尼羅河時因意外事件落水身亡，得年15歲。也有人認為安提諾烏斯可能死於政治目的、自殺、謀殺或宗教獻祭。在瑪格麗特·尤瑟納爾所著的《哈德良回憶錄》一書中則認為安提諾烏斯極可能死於自殺。
在他死後，哈德良皇帝陷入了深深的悲痛中，並且以其所能做到的一切方式來緬懷安提諾烏斯，城市以他的名字命名，獎章上刻上了他的畫像，帝國的多處場所樹立起了他的雕像。哈德良皇帝還仿照亞歷山大大帝紀念其情人的方式，宣布安提諾烏斯為神，并在比提尼亞、曼提尼亞、阿卡迪亞以及雅典等地建立了多座廟宇。安提諾波利斯（位於今日的埃及南部）就是哈德良在安提諾烏斯溺水的地點所修建的城市。